# Трибуна Либера (1910 – 1914)
„Трибуна Либера“ (на ладино: La Tribuna Libera, в превод Свободна трибуна) е сефарадски еврейски ладински вестник, излизал в Солун, Османската империя, от 1910 година.
Излиза веднъж в седмицата. След като Солун попада в Гърция в 1913 година, вестникът продължава да излиза до 1914 г.